# Malakai Black
Tom Budgen (n. 19 mai 1985, Alkmaar, Olanda de Nord, Țările de Jos) este un wrestler neerlandez care în prezent evoluează în WWE pentru brandul SmackDown sub numele de Aleister Black.
Büdgen s-a alăturat brandului NXT al WWE în aprilie 2017, debutând la NXT TakeOver: Orlando. A câștigat o dată Campionatul NXT și o dată Dusty Rhodes Tag Team Classic (cu Ricochet) înainte de a fi mutat la Raw, iar ulterior a fost transferat la SmackDown. Apoi a apărut sporadic înainte de plecarea sa din companie în 2021. Din 2021 până în 2025, Black a semnat cu All Elite Wrestling (AEW), unde a performat sub numele de ring Malakai Black; Ca lider al grupului House of Black, a deținut Campionatul Mondial de Triouri AEW o dată cu Brody King și Buddy Matthews înainte de plecarea sa în 2025. S-a întors în WWE mai târziu în acel an.

## Campionate în wrestling
- Adriatic Special Combat Academy
  - Super 8 Cup II (2013)[4]
- Catch Wrestling Norddeutschland

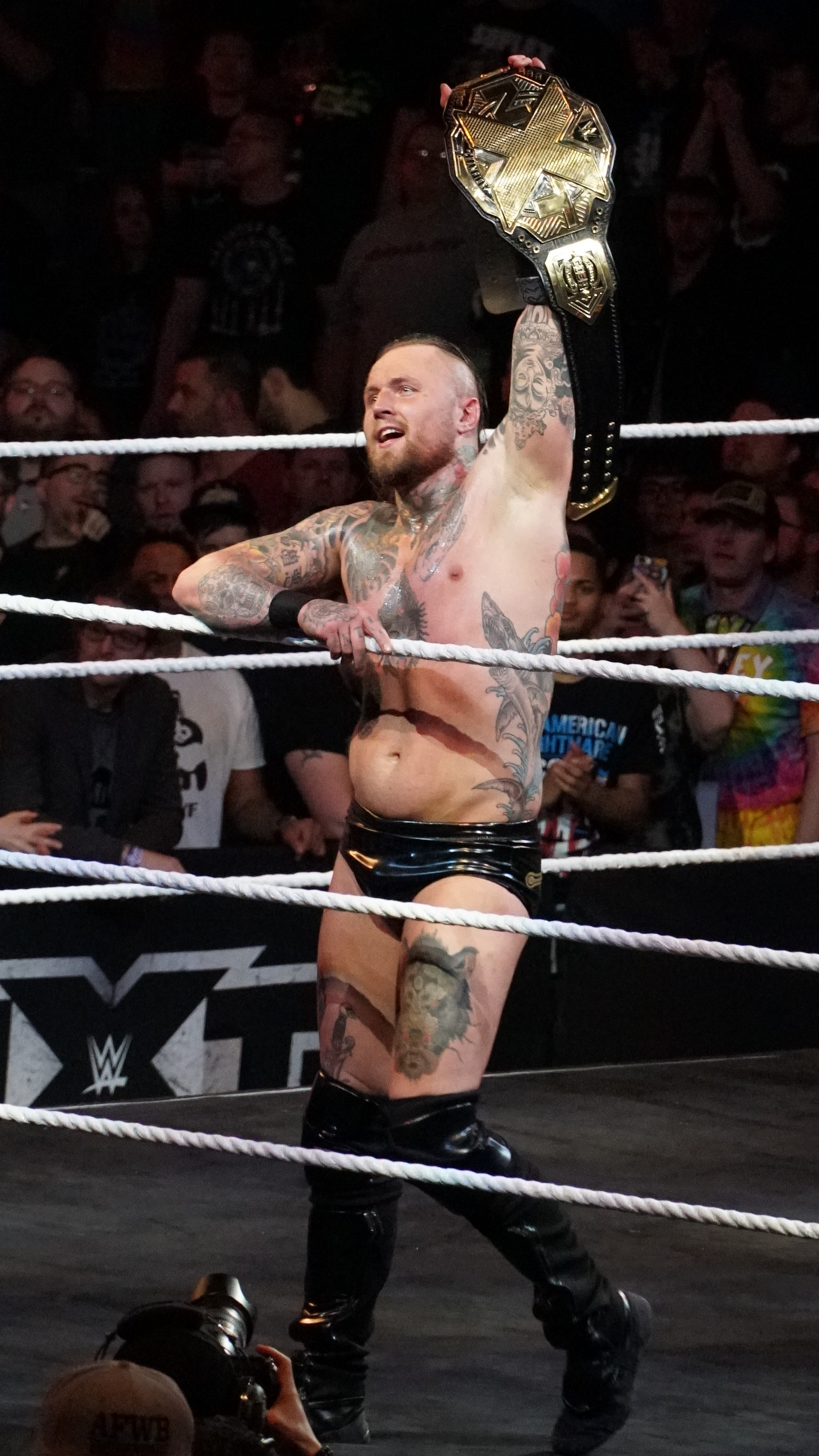
Black a fost NXT Champion într-o ocazie

  - CWN Mittelgewichtsmeisterschaft Championship (1 dată)[5][6]
- Fiend Wrestling Germany
  - FWG Lightweight Championship (1 dată)[6][7]
  - FWG Lightweight Title Tournament (2009)
- Fight Club: PRO
  - FCP Championship (1 dată)[8][9][10]
- Freestyle Championship Wrestling
  - FCW Deutschland Lightweight Championship (1 dată)[11]
- Insane Championship Wrestling
  - ICW Tag Team Championship (1 dată) – alături de Michael Dante[12][13][14]
  - ICW "Match of the Year" Bammy Award (2015) – for Legion (Mikey Whiplash, Tommy End & Michael Dante) vs New Age Kliq (BT Gunn, Chris Renfrew & Wolfgang) at Fear & Loathing VIII
- International Catch Wrestling Alliance
  - ICWA Heavyweight Championship (1 dată)[15][16]
  - ICWA World Junior Heavyweight Champion (1 dată)[17]
  - ICWA European Tag Team Championship/NWA European Tag Team Championship (1 dată) – alături de Michael Dante[18]
- Pro Wrestling Holland
  - PWH Tag Team Championship (1 dată) – alături de Michael Dante[19]
- Pro Wrestling Illustrated
  - Clasat pe locul 41 în topul 500 de wrestleri în PWI 500 din 2018[20]
- Pro Wrestling Showdown
  - PWS Heavyweight Championship (1 dată)[21][22]
- Progress Wrestling
  - Progress Tag Team Championship (1 dată) – alături de Michael Dante[23]
  - Super Strong Style 16 (2016)[24]
- Southside Wrestling Entertainment
  - SWE Tag Team Championship (1 dată) – with Michael Dante[25][26][27]
- Westside Xtreme Wrestling
  - wXw Unified World Wrestling Championship (1 dată)
  - wXw World Lightweight Championship (2 ori)
  - wXw World Tag Team Championship (2 ori) – with Michael Dante[28]
  - 16 Carat Gold Tournament (2013, 2015)[29]
  - Chase The Mahamla (2011)[30]
  - World Lightweight Tournament (2006)[31]
- WWE
  - NXT Championship (1 dată)
  - NXT Year-End Award (3 ori)
    - Cel mai bun wrestler al anului (2017)[32]
    - Breakout Star al anului (2017)[32]
    - Rivalitatea anului (2017)[32] – vs. Velveteen Dream